# 霹靂火
霹靂火（英語：Human Torch），本名強納森·「強尼」·史東（Jonathan "Johnny" Storm），是漫威漫畫中的虛構超級英雄角色，由作家史丹·李和藝術家傑克·科比所創作。霹靂火首次於《驚奇4超人》#1中登場，他是驚奇4超人的成員之一，也是隱形女的弟弟。

## 人物
強納森·「強尼」·史東（Johnathan "Johnny" Storm）是一個麻煩製造者和追求刺激的人。在一次執行太空任務的途中意外地被宇宙射線改變身體結構後，便得到能夠產生超高溫火焰、控制火焰和飛行等超能力。

## 初代霹雳火
初代霹靂火，本名吉姆·哈蒙德(英語：Jim Hammond)，初登場於1939年的《驚奇漫畫》#1，是漫威漫畫（當時為時代漫畫出版社）最初的角色之一。根據正史世界觀的設定，初代霹靂火是一個由科學家菲尼斯·霍頓教授所創造的人造生命，其身體只要接觸到氧氣便會全身燃燒。在學會控制自身的能力後，這名角色曾經於第二次世界大戰時期與同為漫威漫畫的初期角色之一的納摩和美國隊長等英雄一同組成了「侵略者聯盟」隊伍，藉以在歐洲的戰線對抗納粹黨。

## 其他媒體

### 電視
- 《驚奇4超人：世界最偉大的英雄們（英语：Fantastic Four: World's Greatest Heroes）》：由克里斯多福·雅各（英语：Christopher Jacot）配音。
- 《Q版大英雄》：由特拉維斯·威林厄姆配音[1]。
- 《復仇者聯盟：史上最強英雄戰隊》：由大衛·考夫曼（英语：David Kaufman (actor)）配音。
- 《浩克與狂砸特工隊（英语：Hulk and the Agents of S.M.A.S.H.）》：由詹姆斯·阿諾德·泰勒（英语：James Arnold Taylor）配音[2]。

### 電影
- 神奇四俠系列電影
  - 《神奇4俠》（1994年）：由傑伊·安德伍德（英语：Jay Underwood）飾演。
  - 《神奇4俠》（2005年）：由基斯·伊雲斯飾演。
  - 《神奇4俠：銀魔現身》（2007年）：由基斯·伊雲斯飾演。
  - 《神奇4俠》（2015年）：由麥可·B·喬丹飾演[3][4][5]。
- 漫威電影宇宙：由約瑟夫·奎因飾演828號宇宙的「霹靂火」尊尼·斯湯。
  - 《死侍與金鋼狼》（2024年）：客串，由克里斯·伊凡回歸飾演121698號宇宙的霹靂火。
  - 《驚奇4超人：第一步》（2025年）
  - 《復仇者聯盟：末日之戰》（2026年）

### 動畫
- 《驚奇4超人（英语：Fantastic Four (1967 TV series)）》（1967年動畫）：由傑克·弗朗德士配音。
- 《驚奇4超人（英语：Fantastic Four (1994 TV series)）》（1994年動畫）：由布萊恩·奧斯汀·格林（第一季）、奎頓·弗林（英语：Quinton Flynn）（第二季）配音。
- 《蜘蛛人（英语：Spider-Man (1994 TV series)）》：由奎頓·弗林配音。

### 遊戲
- 《蜘蛛人：驚奇再起2（英语：The Amazing Spider-Man 2 (1992 video game)）》
- 《蜘蛛人（英语：Spider-Man (2000 video game)）》：由達蘭·諾里斯（英语：Daran Norris）配音。
- 《驚奇4超人（英语：Fantastic Four (2005 video game)）》：由克里斯·伊凡配音。
- 《終極蜘蛛人（英语：Ultimate Spider-Man (video game)）》：由大衛·考夫曼（英语：David Kaufman (actor)）配音。
- 《驚奇4超人：銀色衝浪手現身（英语：Fantastic Four: Rise of the Silver Surfer (video game)）》：由麥可·布羅德里克配音。
- 《Marvel Nemesis: Rise of the Imperfects（英语：Marvel Nemesis: Rise of the Imperfects）》：由柯比·莫羅（英语：Kirby Morrow）配音。
- 《Marvel：終極聯盟（英语：Marvel: Ultimate Alliance）》：由喬許·基頓（英语：Josh Keaton）配音[6]。
- 《Q版超級英雄大戰（英语：Marvel Super Hero Squad）》：由安東尼·德爾里奧配音[7]。
- 《小小大星球系列》[8]
- 《驚奇4超人（英语：Pinball FX 2）》[9]
- 《Marvel：復仇者聯盟（英语：Marvel: Avengers Alliance）》
- 《復仇者聯盟：地球保衛戰（英语：Marvel Avengers: Battle for Earth）》：由羅傑·克雷格·史密斯配音。
- 《漫威英雄 Online》：由馬修·楊·金配音。玩家創角時可選擇霹靂火為遊戲角色，或另付費購買[10][11]。
- 《乐高漫威超级英雄》：由羅傑·克雷格·史密斯配音[12]。
- 《漫威：未來之戰》：手機遊戲，霹靂火是玩家可使用角色之一。
- 《漫威超級戰爭》
- 《漫威爭鋒》：由斯科特·懷特（英语：Scott Whyte）配音。

## 外部連結
- Human Torch （页面存档备份，存于） 漫畫書數據庫
- Human Torch （页面存档备份，存于） 超級英雄數據庫
- Marvel Comics Database: Human Torch （页面存档备份，存于）